# Centro de Pesquisa sobre o Genoma Humano e Células-Tronco
O Centro de Pesquisas sobre o Genoma Humano e Células-Tronco (CEGH-CEL) é um centro de pesquisa aplicado ao estudo do genoma humano, doenças genéticas e células-tronco ligado ao Intituto de Biociências da USP. Criado em 2000, faz parte dos 17 CEPIDs da Fundação de Amparo à Pesquisa do Estado de São Paulo (FAPESP). Entretando, o centro tem seu financiamento partilhado pela Universidade de São Paulo, a FAPESP e o Conselho Nacional de Desenvolvimento Científico e Tecnológico (CNPq).
O Centro tem experiência notória em pesquisas para localização de genes causadores de doenças hereditárias e é referência nas pesquisas com células-tronco. Os cientistas pesquisadores são todos professores da USP e da UNIFESP

## 80+
O projeto 80+ foi iniciado em 2010 e se trata, de um banco de dados público com genomas de idosos que tem como objetivo, segundo Michel Naslavsky, coordenador do 80+, entender os componentes genéticos que contribuem para o envelhecimento saudável das pessoas. O projeto, em parceria com um grupo de trabalho chamado Saúde, Bem-estar e Envelhecimento (SABE) que desde o ano 2000 acompanhava um grupo de idosos da cidade de São Paulo, o 80+ conseguiu uma amostra de 1,5 mil indivíduos, dos quais 600 fizeram exames de ressonância magnética e 1324 tiveram o genoma sequenciado nos Estados Unidos. O volume de dados do sequenciamento foi de mais ou menos 200 terabytes e demorou 20 dias para ser baixado do servidor. O custo total incluiu 500 mil reais para um supercomputador capaz de lidar com essa quantidade de informação e outros 4 milhões de reais foram gastos na confecção da pesquisa.